# Uranus Orbiter and Probe
Uranus orbiter and probe — місія з вивчення Урана, його атмосфери, кілець і супутників, частиною якої є орбітальний апарат і атмосферний зонд, рекомендована НАСА в рамках Planetary Science Decadal Survey 2013—2022. Вона є для американського агентства третім пріоритетним проєктом після дослідження Марса і EJSM.
Підготовку місії до планети здійснюватимуть 168 вчених з Європи та США. Керівник проєкту Кріс Арріддж, фахівець із лабораторії космічних досліджень Мюлларда при університетському коледжі Лондона.
Найкращим двигуном для такої місії є ЕРД, що дасть змогу збільшити масу апарата порівняно з аналогічною в разі використання хімічних ракетних двигунів. Запуск місії планується у 2020—2023 роках. Час у дорозі до Урана з сонячною ЕРД становитиме 13 років, з одним гравітаційним маневром біля Землі, зі стартовим вікном 21 день щороку.